# Шаро (кантон)
Шаро́ (фр. Chârost) — кантон во Франции, находится в регионе Центр, департамент Шер. Входит в состав округа Бурж.
Код INSEE кантона — 1808. Всего в кантон Шаро входят 13 коммун, из них главной коммуной является Шаро.

## Коммуны кантона
| Коммуна            | Население, чел. (1999) | Почтовый индекс | Код INSEE |
| ------------------ | ---------------------- | --------------- | --------- |
| Вильнёв-сюр-Шер    | 469                    | 18400           | 18285     |
| Ле-Сюдре           | 712                    | 18570           | 18255     |
| Люнри              | 1 536                  | 18400           | 18133     |
| Марёй-сюр-Арнон    | 591                    | 18290           | 18137     |
| Мортомье           | 589                    | 18570           | 18157     |
| Плу                | 436                    | 18290           | 18181     |
| Примель            | 261                    | 18400           | 18188     |
| Пуазьё             | 158                    | 18290           | 18182     |
| Сент-Амбруа        | 374                    | 18290           | 18198     |
| Сен-Флоран-сюр-Шер | 6 900                  | 18400           | 18207     |
| Сивре              | 1 004                  | 18290           | 18066     |
| Сожи               | 69                     | 18290           | 18244     |
| Шаро               | 1 069                  | 18290           | 18055     |

## Население
Население кантона на 1999 год составляло 14 168 человек.
| 1962   | 1968   | 1975   | 1982   | 1990   | 1999   | 2006 | 2007 |
| ------ | ------ | ------ | ------ | ------ | ------ | ---- | ---- |
| 12 710 | 14 064 | 14 117 | 14 771 | 14 577 | 14 168 | -    | -    |